# Gracilibracon albipalpis
Gracilibracon albipalpis är en stekelart som först beskrevs av Cameron 1886.  Gracilibracon albipalpis ingår i släktet Gracilibracon och familjen bracksteklar. Inga underarter finns listade i Catalogue of Life.